# Nguyễn Văn Toản
Nguyễn Văn Toản (sinh ngày 26 tháng 11 năm 1999) là một cầu thủ bóng đá chuyên nghiệp người Việt Nam hiện đang thi đấu ở vị trí thủ môn cho câu lạc bộ Hải Phòng tại V.League 1 và đội tuyển bóng đá quốc gia Việt Nam.

## Đầu đời
Nguyễn Văn Toản sinh ngày 26 tháng 11 năm 1999 tại phường Thủy Nguyên, thành phố Hải Phòng trong một gia đình theo đạo Thiên Chúa với tên thánh là Phaolô. Nuôi dưỡng đam mê với trái bóng từ khi còn nhỏ, Văn Toản ngày ấy chỉ chơi với quả bóng nhựa sau giờ học cùng với bạn bè, cho đến khi vào lớp 11, anh tham gia đá bóng giải học sinh ở huyện, với sức bền và chiều cao vượt trội cùng với khả năng làm chủ của mình, Văn Toản thực sự đã lọt vào tầm ngắm của các huấn luyện viên thuộc trung tâm đào tạo trẻ bóng đá Hải Phòng. Sau đó, Văn Toản được trung tâm dìu dắt, rèn luyện để có những bước đệm vững chắc trở thành một thủ thành như hiện nay. Tuy nhiên vào năm 2016, anh nhận án kỷ luật và phải rời đội bóng do một số sai lầm cá nhân của mình. 
Sau đó anh về nhà phụ việc cho gia đình, Văn Toản đã nếm trải qua đủ nghề, từ bưng bê phục vụ cho tới shipper giao hàng,... nhưng với nỗi nhớ về niềm đam mê với trái bóng và sân cỏ vẫn luôn nung nấu trong lòng chàng trai trẻ, khiến Văn Toản không từ bỏ ước mơ, mà ngày nào cũng ra sân bóng ở địa phương luyện tập. Và rồi điều may mắn cùng không từ bỏ anh, Văn Toản được HLV thủ môn Nguyễn Đức Cảnh kêu gọi vào đội Hải Phòng, kể từ đó sự nghiệp bóng đá của anh bắt đầu có những bước phát triển.

## Sự nghiệp câu lạc bộ
Nguyễn Văn Toản là thủ môn trẻ tuổi nhưng đã có thành tích ấn tượng tại V-League 2019. Cụ thể, trong trận Hải Phòng đánh bại Hoàng Anh Gia Lai chiều ngày 6 tháng 4 năm 2019, Văn Toản đã góp công không nhỏ giúp đội nhà chiến thắng và giữ sạch lưới nhà với tỉ số 1-0 tại sân vận động Lạch Tray. Đặc biệt, Văn Toản đã cản phá thành công cú sút phạt đền trên chấm 11m của cầu thủ Nguyễn Văn Toàn của Hoàng Anh Gia Lai.
Trước khi trở thành thủ thành của đội một Hải Phòng, Văn Toản đã thi đấu ở trận gặp SHB Đà Nẵng tại Cúp quốc gia và đã thi đấu rất tốt. Tuy nhiên, do còn bận học tập tại trường nên anh không có nhiều thời gian để tham gia cùng đội bóng. Đến năm 2019, Văn Toản đã hoàn thành xong khóa học nên anh đã được chọn lựa để đào tạo và ra sân trong đội hình chính thức.

## Sự nghiệp quốc tế

### Đội trẻ
Ngày 6 tháng 3 năm 2019, Văn Toản vô cùng vinh dự khi lần đầu tiên được lên tập trung tập luyện cùng đội tuyển U-23 Việt Nam. Sau một thời gian thử thách cùng HLV Park Hang-Seo, Văn Toản cùng Bùi Tiến Dũng, Văn Toản là 3 thủ môn được giữ lại trong đội hình chính thức của tuyển U-23 Việt Nam. Đáng nói, Văn Toản là cầu thủ có ít kinh nghiệm thi đấu quốc tế hơn hẳn 2 thành viên còn lại.
Tại SEA Games 30 diễn ra tại Philippines, Văn Toản có màn trình diễn tương đối xuất sắc. Sau khi phạm một số sai lầm trong trận gặp U-22 Thái Lan tại lượt trận cuối cùng vòng bảng, nhưng sau đó anh đã có màn trình diễn xuất sắc tại vòng bán kết và chung kết giúp U-22 Việt Nam giành huy chương vàng và không bị thủng lưới thêm bàn nào.
Tại SEA Games 31 diễn ra tại quê nhà Việt Nam, anh cùng đội tuyển U-23 Việt Nam bảo vệ thành công tấm huy chương vàng sau khi vượt qua đại kình địch U-23 Thái Lan ở trận chung kết.

### Đội tuyển quốc gia
Anh có trận đấu ra mắt đội tuyển quốc gia Việt Nam tại Vòng loại thứ 3 FIFA World Cup 2022 khu vực châu Á trong trận thua ngược 1-3 trước Đội tuyển Oman.

## Thống kê sự nghiệp

### Câu lạc bộ
Tính đến ngày 2 tháng 5 năm 2021.
| Câu lạc bộ     | Mùa giải       | Giải đấu       | Giải đấu | Giải đấu | Cúp quốc gia | Cúp quốc gia | Châu lục | Châu lục | Khác | Khác | Tổng cộng | Tổng cộng |
| Câu lạc bộ     | Mùa giải       | Hạng           | Trận     | Bàn      | Trận         | Bàn          | Trận     | Bàn      | Trận | Bàn  | Trận      | Bàn       |
| -------------- | -------------- | -------------- | -------- | -------- | ------------ | ------------ | -------- | -------- | ---- | ---- | --------- | --------- |
| Hải Phòng      | 2019           | V-League 1     | 14       | 0        | 1            | 0            | ―        | ―        | ―    | ―    | 15        | 0         |
| Hải Phòng      | 2020           | V-League 1     | 16       | 0        | 0            | 0            | ―        | ―        | ―    | ―    | 16        | 0         |
| Hải Phòng      | 2021           | V-League 1     | 8        | 0        | 0            | 0            | ―        | ―        | ―    | ―    | 8         | 0         |
| Hải Phòng      | 2022           | V-League 1     | 0        | 0        | 0            | 0            | ―        | ―        | ―    | ―    | 0         | 0         |
| Tổng sự nghiệp | Tổng sự nghiệp | Tổng sự nghiệp | 38       | 0        | 1            | 0            | 0        | 0        | 0    | 0    | 39        | 0         |

### Quốc tế
Tính đến ngày 12 tháng 10 năm 2021
| Việt Nam  | Việt Nam | Việt Nam |
| Năm       | Trận     | Bàn      |
| --------- | -------- | -------- |
| 2021      | 1        | 0        |
| Tổng cộng | 1        | 0        |

## Thành tích

### Quốc tế

#### U-22/U-23 Việt Nam
- Huy chương vàng Đại hội thể thao Đông Nam Á: 2019, 2021

#### Việt Nam
- Á quân King's Cup: 2019
- Á quân AFF Cup: 2022